# 国際トランスサービス
株式会社国際トランスサービス（こくさいトランスサービス）は、東京都に本社を置く軽貨物を主として扱う運送会社である。

## 概要
事業内容は総合物流業であり、ゆうパック配送・BtoB企業向け配送・大手EC(AZ)配送の3つの配送事業を活動の柱としている。なお、業務委託による配送事業も行っており、高齢者や女性雇用の拡大を目指している。

## 拠点

### 東京都
本社
文京区
営業所
中野北・新砂・東村山・立川・新宿・大田・昭島

### 埼玉県
営業所
埼玉・草加

## 沿革
- 1987年9月 - 創立
- 1987年11月 - 事業開始
- 2007年7月 - コープとうきょう（現コープみらい）と業務委託開始
- 2017年6月 - 日本郵便と業務委託開始（ゆうパック配送開始）中野北事業所開設
- 2017年7月 - 蒲田、足立事業所開設（現在は閉鎖）
- 2019年8月 - 葛飾、玉川事業所開設（現在は閉鎖）
- 2017年9月 - 八王子南事業所開設、東久留米、あきる野事業所開設
- 2017年11月 - 足立北、足立西、葛西事業所開設（現在は閉鎖）
- 2017年12月 - 大手運送会社と業務委託開始 代々木事業所開設（現在は閉鎖）
- 2018年2月 - 埼玉中央、江戸川、赤羽事業所開設　コープみらいとの業務委託終了
- 2018年4月 - 板橋事業所開設（現在は閉鎖）
- 2018年5月 - 武蔵野事業所開設 荏原事業所開設(現在は閉鎖)
- 2018年6月 - 鳩ケ谷、岩槻事業所開設(現在は閉鎖)
- 2018年7月 - 晴海事業所開設
- 2018年8月 - 大手運送会社と業務委託開始
- 2018年9月 - BtoB企業向け配送開始 埼玉事業所開設
- 2018年10月
  - BtoB企業向け配送
  - 新砂事業所開設
  - 浮間事業所開設
  - 草加事業所開設
  - 大手EC(AZ)配送開始
  - 東村山事業所開設
  - 立川事業所開設
  - 大手航空貨物会社と業務委託開始
  - 新宿事業所開設
  - スポット対応配送会社と業務委託開始
  - 大田事業所開設
- 2018年12月
  - 大手EC(AZ)配送
  - 昭島事業所開設